# Sex at Dawn
Sex at Dawn: The Prehistoric Origins of Modern Sexuality (Seks in den beginne: De Prehistorische Herkomst van de Moderne Seksualiteit) is een boek over de evolutie van monogamie in de mens en de menselijke paringssystemen. Voor het eerst gepubliceerd in 2010, geschreven door Christopher Ryan en Cacilda Jethá. In tegenstelling tot wat de auteurs zien als het 'standaard verhaal' van de menselijke seksuele evolutie, beargumenteren zij dat het hebben van meerdere seksuele partners gebruikelijk en geaccepteerd was tijdens de gehele evolutie van de mens, tot de komst van agricultuur. Reizende zelfstandige groepen van jagers-verzamelaars worden gezien als norm voordat landbouw leidde tot een hoge bevolkingsdichtheid. Volgens de auteurs was voor de komst van landbouw seks relatief promiscue en ouderschap was een gezamenlijke inspanning, vergelijkbaar met het paringssysteem van bonobo's. Volgens het boek versterkten seksuele interacties de vertrouwensbanden in groepen. Sociaal evenwicht en wederzijdse verplichtingen werden versterkt door speelse seksuele interacties.

## Samenvatting
De auteurs betogen dat de mens evolueerde in egalitaire jager-verzamelaarsgroepen, waarin seksuele interactie gedeeld werd, net zozeer als eten, zorg voor de kinderen en defensie.
Zij denken dat veel van de evolutionaire psychologie is uitgevoerd met een vooroordeel met betrekking tot de menselijke seksualiteit. De auteurs betogen dat het publiek en veel onderzoekers zich schuldig maken aan "flintstonisatie" van de jager-verzamelaarssamenleving; in andere woorden, dat moderne aannames en overtuigingen geprojecteerd worden op eerdere samenlevingen. Ze menen dat er sprake is van een bevooroordeelde blik die veronderstelt dat onze soort voornamelijk monogaam is, ondanks dat er veel bewijs is voor het tegendeel. Ze pleiten bijvoorbeeld dat onze seksuele dimorfie, testikelgrootte, wens naar seksuele variatie, verschillende culturele gebruiken, en de verborgen vrouwelijke ovulatie, naast andere factoren, suggereren dat de mens een non-monogame, niet-polygynische geschiedenis heeft. De auteurs betogen dat partnerselectie voor de pre-agrarische mens geen onderwerp van strijd was, omdat seks niet schaars maar gemeengoed was. Daarentegen was spermacompetitie een veel belangrijkere factor in de seksuele selectie. Dit gedrag is vandaag de dag nog zichtbaar in bestaande jager-verzamelaarsgroepen die geloven in gedeelde vaderschap.
De auteurs nemen geen duidelijk standpunt in betreffende de moraliteit of wenselijkheid van monogamie of alternatief seksueel gedrag in de moderne samenleving, maar beweren dat de mens zich bewust moet worden van diens gedragsgeschiedenis, zodat ze beter geïnformeerde keuzes kunnen maken.

## Ontvangst
Ongeveer zes weken na publicatie maakte Sex at Dawn haar debuut op The New York Times bestsellerlijst op plaats 24 en verscheen voor het laatst op plaats 33 drie weken later. Het boek werd geprezen door de seks-adviescolumnist Dan Savage, die schreef: "Sex At Dawn is het belangrijkste boek over de menselijke seksualiteit sinds Alfred Kinsey het boek Sexual Behavior in the Human Male in 1948 schreef."
Kate Daily van Newsweek schreef: "Dit boek haalt uit naar vrijwel elk groot idee over de menselijke natuur: dat armoede een onvermijdelijk gevolg is van het leven op aarde, dat de mens van nature gewelddadig is, en - meest belangrijk - dat de mens geëvolueerd is naar monogaam zijn. ... Grappig, geestig, en licht ... het boek is een schandaal in de beste zin. De beste delen lees je hardop en ver na het uitlezen van het boek blijf je je ideeën over de fundamentele driften van de mens heroverwegen. ... Het is niet zo dat hun thesis perfect is. Maar het is wel zo dat we veel waarde mogen hechten aan het heroverwegen van aannames over onze beginselen, die we vandaag de dag accepteren als waarheid."